# Bravanesos
Els bravanesos són una ètnia de Somàlia que viu principalment a la ciutat de Barawa (Brava), on formaven pràcticament el 100% de la població fins als anys setanta. La seva llengua, el bravanès, és un dialecte suahili.
Els historiadors locals diuen que són originaris de la península Aràbiga, Índia, Pèrsia, Egipte o Java. Probablement són descendents de grups quer havien lluitat a la zona al llarg dels segles com els wardaay (bantus), els tunnis, els wajiddu o jiddus, els ajurans, i els oromos wambalazis. També tindrien alguns avantpassats portuguesos (Portugal va dominar Barawa del 1506 al 1758.
La ciutat fou destruïda en els combats del 1991 i molts habitants la van abandonar. D'altres durant la guerra civil han estat perseguits i han hagut de fugir cap a Kenya i altres llocs. Avui la comunitat bravanesa està dispersada.